# Emberiza godlewskii
Emberiza godlewskii е вид птица от семейство Овесаркови (Emberizidae).

## Разпространение
Видът е разпространен в Индия, Китай, Монголия, Мианмар и Русия.